# Genola (Utah)
Genola – miasto w Stanach Zjednoczonych, w stanie Utah, w hrabstwie Utah.